# Adelina Lopes Vieira
Adelina Amélia Lopes Vieira (Lisboa, 20 de setembro de 1850 — Rio de Janeiro, 2 de fevereiro de 1923) foi uma escritora, poeta, contista, teatróloga e educadora brasileira.

## Biografia

### Vida pessoal
Filha do médico, comediógrafo e polígrafo Valentim José da Silveira Lopes, o primeiro e único Visconde de São Valentim, veio com sua família para o Brasil quando possuía um pouco mais de um ano de idade. Irmã de Júlia Lopes de Almeida, casou-se com o empregado de fazenda António Arnaldo Vieira da Costa, que é nomeado tesoureiro da Caixa da Amortização pelo ministério da fazenda, vindo a tomar posse do cargo no dia 12 de setembro de 1883. Trabalhou como professora da segunda cadeira de meninas na freguesia do Espírito Santo e dedicou-se à criação de textos poéticos, teatrais e infantis.

### Carreira
Atuando como professora da rede pública, em 1886, muda-se para Lisboa e reúne cerca de sessenta histórias num volume em prosa e verso, que publica com o título Contos Infantis em parceria com a irmã Júlia Lopes de Almeida, com o intuito de incentivá-la a uma estreia como romancista. A obra adquire ampla notoriedade, sendo difundida e repassada às escolas em sucessivas edições.
Colaborou na revista Brasil-Portugal (1899-1914) e nos jornais Echo das Damas (1879-1889) e A Família (1888-1894). Em 1899 é colaboradora de A Mensageira: "revista literária dedicada à mulher brasileira", dirigida por Presciliana Duarte de Almeida.
Em 5 de julho de 1904 falece o marido. Sua poesia Anoitece é musicada, em canto e piano, por Alberto Nepomuceno, que por sua vez oferece a composição à atriz Amália Iracema para uma performance exclusiva no Instituto Nacional de Música do Rio de Janeiro, que somente ocorre em 1907.

### Magistério
A partir de 1907, engajada no pioneirismo da educação infantil, foi designada para o corpo docente formado por Curvelo Mendonça, Alina de Brito, Guilhermina Barradas e Sílvia Guedes Taylor, que visitou as escolas de São Paulo a fim de estudar a organização do ensino e apresentar ao prefeito Sousa Aguiar um plano para a criação do primeiro Jardim de infância na capital fluminense.
Em 1911 a comissão da Academia Brasileira de Letras, no uso da 5ª cláusula do contrato de exploração do Theatro Municipal do Rio de Janeiro, encarregou-se do julgamento de peças inéditas de autores nacionais para serem levadas à público, com proventos do município. Entre as cinco finalistas estava a sua peça Expiação, constituída de um prólogo e três atos, além de Não Matarás (Julia Lopes de Almeida), O Canto Sem Palavras (Roberto Gomes), O sacrifício (Carlos Góis) e Flor Obscura (Lima Campos). Expiação estava sob a direção de Eduardo Victorino quando foi preterida, em agosto de 1912, pela companhia subvencionada durante o preparativo de ensaios, que alegou falta de recursos.
Foi uma das pioneiras do Patronato de Menores Abandonados do Rio de Janeiro, fundado em 1908 pelos então juízes Nabuco de Abreu e Zacarias Monteiro, integrando a comissão de senhoras que promoveu uma série de eventos beneficentes para a construção da primeira creche, situada à rua Guanabara nº 75, voltada aos filhos de mães pobres e operárias. Em 1915, quando foi entregue à direção das Irmãs Dominicanas, a creche contava com 32 crianças. Com o apoio de Germana Ritta Pereira Pinto Barbosa, filha da Baronesa de Ivinhema, a comissão angariou fundos para a construção de uma Policlínica Infantil, a cargo do Dr. Mário Saboia, e fez com que o Conselho Municipal aprovasse um auxílio de 6:000$ anuais para a manutenção do orfanato. Em 1919 colaborou com a organização da Festa dos Pequeninos, participando voluntariosamente da comissão que angariou a importância de 10:000$ a partir do projeto do intendente Carlos Leite Ribeiro, com o intuito de feriar o dia 12 de outubro como o Dia da Criança.
Em 16 de novembro de 1920 foi integrada ao Congresso Brasileiro de Proteção à Infância pelo secretário-geral Andrade Bezerra.

### Falecimento
Adelina morreu às 11h do dia 2 de fevereiro de 1923, em sua residência na rua Bambina nº 33, Botafogo e foi enterrada às 9h do dia seguinte, no Cemitério São João Batista.

## Obras

### Poesia
- 1878 - Margaritas • Typ. da Academia Real das Sciencias, Lisboa. 214p.
- 1880 - Pombal • (Poema em 4 cantos) Typ. e Lith. Molarinho & Mont'Alverne, RJ. 34p.
- 1904 - Anoitece • (Opus 34, n.2) Sampaio Araujo & Cia, RJ. 10p.

### Contos
- 1886 - Contos Infantis • (com Júlia Lopes de Almeida) Typ. da Academia Real das Sciencias, Lisboa. 167p.
- 1900 - Destinos • Laemmert & Cª, RJ. 303p.

### Teatro
- 1880 - O Primeiro Pecado de Margarida • (de Henri Murger) Revista Brazileira, V.5, p.245-250.
- 1906 - A Terrina • (de Ernest d'Hervilly) Almanaque do Teatro, RJ.
- 1907 - As Duas Dores • (de François Coppée)
- 1907 - A Virgem de Murillo
- 1910 - Expiação